# Camalès
Camalès é uma comuna francesa na região administrativa de Occitânia, no departamento dos Altos Pirenéus. Estende-se por uma área de 4,67 km², Em 2010 a comuna tinha 403 habitantes (densidade: 86,3 hab./km²)..